# Konrad Ofierzyński
Konrad Ofierzyński (ur. 10 stycznia 1909 w Poznaniu, zm. wiosną 1940 w Charkowie) – polski ekonomista i piłkarz, podporucznik piechoty Wojska Polskiego, ofiara zbrodni katyńskiej.

## Życiorys
Był synem Józefa i Marii z domu Książyk. Po ukończeniu gimnazjum w Ostrowie Wielkopolskim w 1929 zdał egzamin dojrzałości przed Państwową Komisją Egzaminacyjną Kuratorium Okręgu Szkolnego w Poznaniu. W 1930 odbył kurs w Batalionie Podchorążych Rezerwy Piechoty nr 7. Na stopień podporucznika rezerwy został mianowany ze starszeństwem z 1 stycznia 1934 i 693. lokatą w korpusie oficerów piechoty. W 1936 uzyskał dyplom Wyższej Szkoły Handlowej w Poznaniu. Ćwiczenia rezerwy odbywał w 60 pułku piechoty, a następnie w 56 pułku piechoty.
Pracował jako naczelnik Urzędu Pocztowego w Obornikach. Pracę zawodową łączył z pasją sportową. Jako piłkarz był wychowankiem Venetii Ostrów Wielkopolski, potem grał w Ostrowskim Klubie Sportowym i w Ostrovii, wreszcie w latach 1932–1939 w poznańskiej Warcie. W barwach tego ostatniego klubu zaliczył osiem sezonów w I lidze. Grał także w tenisa, siatkówkę i koszykówkę.

Jako oficer rezerwy (został zmobilizowany do Ośrodka Zapasowego 25 Dywizji Piechoty) walczył w kampanii wrześniowej. Po agresji ZSRR na Polskę wzięty do niewoli sowieckiej, przewieziony do obozu w Starobielsku. Wiosną 1940 został zamordowany przez funkcjonariuszy NKWD w Charkowie na mocy decyzji Biura Politycznego KC WKP(b) z 5 marca 1940 i pogrzebany w bezimiennej zbiorowej mogile w Piatichatkach, gdzie od 17 czerwca 2000 mieści się oficjalnie Cmentarz Ofiar Totalitaryzmu w Charkowie. Figuruje na Liście Starobielskiej NKWD pod poz. 2457.
5 października 2007 minister obrony narodowej Aleksander Szczygło – decyzją nr 439/MON – mianował go pośmiertnie na stopień porucznika. Awans został ogłoszony 10 listopada 2007 w Warszawie, w trakcie uroczystości „Katyń Pamiętamy – Uczcijmy Pamięć Bohaterów”.